# Ben Mee
Benjamin Thomas Mee (Sale, Gran Mánchester, Inglaterra, Reino Unido, 21 de septiembre de 1989) es un futbolista británico que juega como defensa. 

## Trayectoria
Se formó como futbolista profesional en la academia del Manchester City, con quienes ganó la Copa FA Juvenil en 2008. Debutó en el primer equipo el 22 de septiembre de 2010, en la derrota 2-1 ante el West Bromwich Albion F. C. por la Copa de la Liga inglesa.
En el día del año nuevo de 2011, fue cedido al Leicester City F. C. de su exentrenador Sven-Göran Eriksson por el resto de la temporada 2010-2011, debutando en la victoria 4-2 ante el Millwall.
El 14 de julio del mismo año se confirmó el préstamo de Mee al Burnley F. C. por toda la temporada 2011-2012. El 11 de enero de 2012 se unió al equipo de forma permanente, luego del interés mostrado por el entrenador Eddie Howe.
En la temporada 2013-14 fue un jugador fundamental en la promoción del Burnley a la Premier League, luego de participar en 38 encuentros principalmente como el lateral izquierdo titular.
Al inicio de la temporada 2014-15 firmó un contrato de tres años con el club, y jugó como lateral izquierdo titular en el primer encuentro de la liga ante el Chelsea.
En junio del mismo año puso fin a sus más de diez años en el club, con más de 350 partidos jugados, al expirar su contrato. Al mes siguiente se unió al Brentford F. C. después de firmar por dos temporadas. Continuó una tercera y al final de la campaña 2024-25 quedó libre.

## Clubes
| Club                          | País       | Año       | Partidos | Goles |
| ----------------------------- | ---------- | --------- | -------- | ----- |
| Manchester City F. C.         | Inglaterra | 2010-2011 | 1        | 0     |
| Leicester City F. C. (cedido) | Inglaterra | 2011      | 15       | 0     |
| Burnley F. C.                 | Inglaterra | 2011-2022 | 376      | 12    |
| Brentford F. C.               | Inglaterra | 2022-2025 | 67       | 5     |
| Total                         | Total      | Total     | 459      | 17    |